# Salima El Ouali Alami
Salima El Ouali Alami, née le 29 décembre 1983 à Karia Ba Mohamed, est une athlète marocaine, spécialiste du 3 000 m steeple. 

## Biographie
Finaliste des Championnats du monde 2013 (15e), et médaillée d'argent aux Jeux méditerranéens, elle se classe troisième du 3 000 m steeple lors des championnats d'Afrique 2014, à Marrakech, derrière les Éthiopiennes Hiwot Ayalew et Sofia Assefa.

## Palmarès
| Date | Compétition              | Lieu           | Résultat | Temps          |
| ---- | ------------------------ | -------------- | -------- | -------------- |
| 2011 | Jeux mondiaux militaires | Rio de Janeiro | 3e       | 9 min 42 s 51  |
| 2011 | Championnats panarabes   | Al-Aïn         | 1re      | 10 min 28 s 06 |
| 2013 | Championnats panarabes   | Doha           | 1re      | 9 min 47 s 33  |
| 2013 | Jeux méditerranéens      | Mersin         | 2e       | 9 min 43 s 71  |
| 2013 | Championnats du monde    | Moscou         | 15e      | 10 min 08 s 36 |
| 2013 | Jeux de la Francophonie  | Nice           | 2e       | 9 min 48 s 53  |
| 2014 | Championnats d'Afrique   | Marrakech      | 3e       | 9 min 33 s 02  |
| 2014 | Coupe continentale       | Marrakech      | 6e       | 10 min 8 s 35  |
| 2015 | Championnats du monde    | Pékin          | 10e      | 9 min 32 s 15  |

## Records
| Épreuve         | Temps         | Lieu   | Date            |
| --------------- | ------------- | ------ | --------------- |
| 3 000 m steeple | 9 min 20 s 64 | Monaco | 17 juillet 2015 |